# Три Сестры (Австралия)
Три Сестры (англ. The Three Sisters) — скальное образование в Австралии, штат Новый Южный Уэльс, Голубые горы, национальный парк Блу-Маунтинс.

## Описание

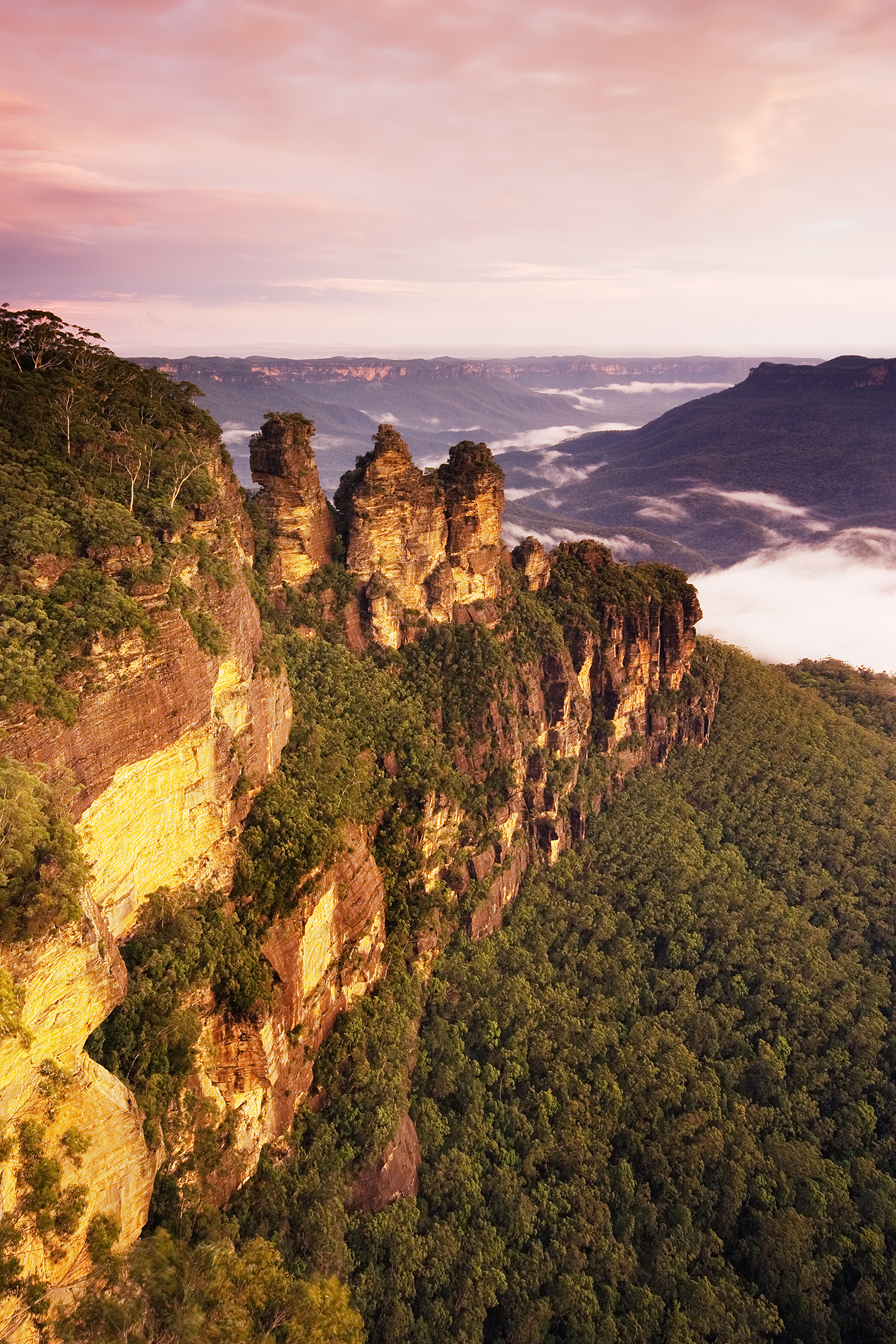
Три Сестры на закате

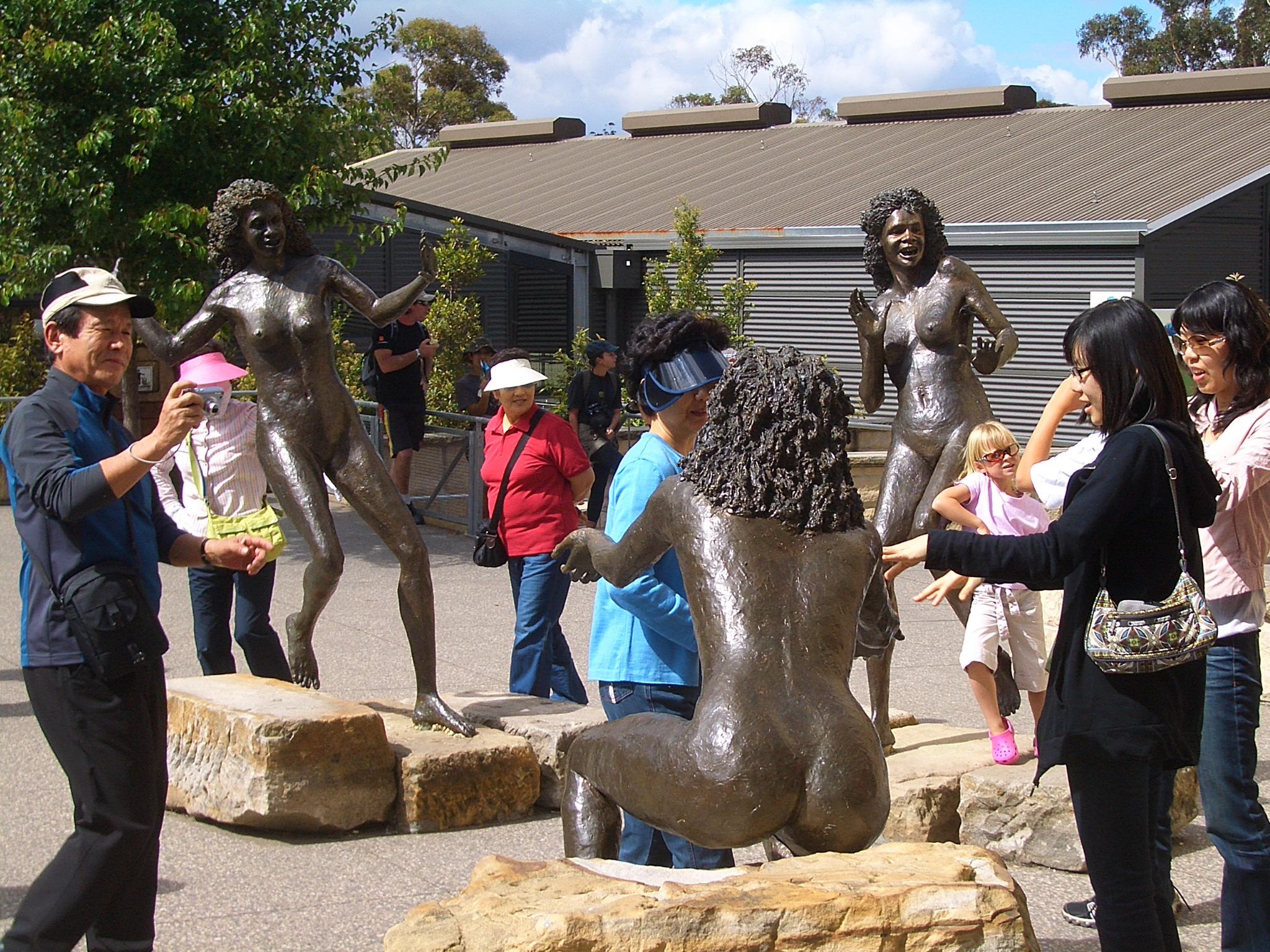
В туристическом центре Катумбы, фото 2008 года.

Три Сестры — это три скальных пика, имеющих собственные имена: Михни (922 метра), Вимла (918 метров) и Ганнеду (906 метров). Они возвышаются над долиной Джемисон, расположены в полукилометре от города Катумба. 
Скалы, состоящие из мягкого песчаника, приобрели свой нынешний вид вследствие многовековой эрозии. К Сёстрам ведёт «Гигантская лестница», состоящая из более чем 800 ступеней.
Возле туристического центра «Трёх Сестёр» установлены скульптуры трёх обнажённых девушек, символизирующих эти скалы.

## Легенда
Жило в долине Джемисон племя Катумба, и было в этом племени три сестры: Михни, Вимла и Ганнеду. Однажды влюбились они в троих братьев из соседнего племени Непин, но законы племени не позволили им пожениться. Тогда юноши выкрали сестёр, и началась между племенами кровавая битва, а шаман Катумбы обратил девушек в скалы, чтобы им никто не мог причинить вред. Но погиб в том бою шаман, битва окончилась, а расколдовать сестёр обратно так никто и не смог.— 
Эта легенда выдаётся за подлинный фольклор аборигенов, однако доктор Мартин Томас в своей книге The artificial horizon: imagining the Blue Mountains утверждает, что она была сочинена не раньше конца 1920-х годов жителем Катумбы Мелом Вардом для привлечения туристов в свои края.
Существует и другая вариация легенды, в которой сестёр заколдовал отец-шаман, чтобы уберечь их от чудовища. После оно начало гнаться за шаманом, тот, спасаясь, обратился в птицу-лиру, но при этом потерял свою волшебную кость, без которой так и не смог вернуть своим дочерям человеческий облик.